# لطم

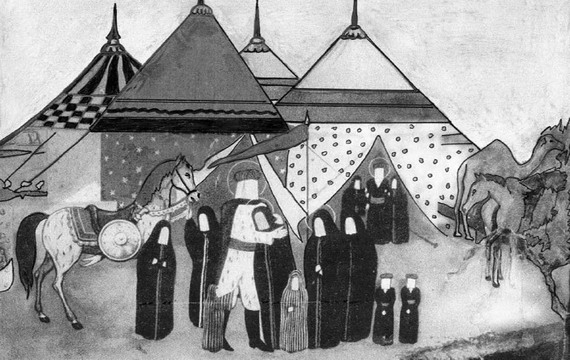

اللطم الضرب على الجسد، ويكون مثلا في حالة الحزن العميق على وفاة شخص عزيز.

## فرق اللطم والندب
ربما يتبادر إلى أذهاننا أن الندب واللطم لفظان لمعنى واحد كما هو الشائع حالياَ، لكننا لو رجعنا إلى معاجم اللغة ودققنا لوجدنا أن معنى الندب مختلف عن معنى اللطم في أصل اللغة. فالندب هو أن تدعو النادبة الميت بحسن الثناء في قولها وا فلاناه وا هناه واسم ذلك الفعل الندبة وهو من أبواب النحو كل شيء في ندائه وا فهو من باب الندبة. وندب الميت أي بكى عليه وعدد محاسنه.
أما اللطم فهو ضربك الخد وصفحة الجسم ببسط اليد أو الضرب على الوجه بباطن الراحة.
فالندب فعل اللسان والحنجرة (بالصوت) واللطم فعل اليد(بالضرب) ولكنهما يجتمعان في المجالس والمواكب الحسينية فيقوم النادب (الرادود) بالندب ويشاركه الحاضرون به في اللازمة وهم يلطمون صدورهم ورؤوسهم.

## لدى الشيعة
عادة دينية على مر الزمن تتم عبر الضرب على الصدور للتعبير عن الحزن على خلفية واقعة الطف. وتترافق عادة مع ما يسمى باللطمية وهي أناشيد دينية حزينة تترافق مع أجواء عاشوراء. واللطمية هي شعيرة من شعائر الحسينية تمثل طريقة من طرق إحياء أمر أهل البيت - حسب الشيعة - ومراسم عاشوراء لدى كل الموالين لآل محمد على اختلاف ألوانهم وألسنتهم يعبرون من خلالها عن حزنهم وتألمهم لمصائب العترة لاسيما الحسين بن علي. على خلاف أهل السنة والجماعة الذين يحرمون اللطم على الوجوه والصدور

### الأهداف
إن العلة الرئيسية التي لأجلها كانت الشعائر الحسينية هي الممارسة الإعلامية الواضحة والمشيرة إلى الحق المسلوب، وإن جميع الغايات والأهداف الأخرى تتفرع منها.